# Sergei Fjodorowitsch Bondartschuk

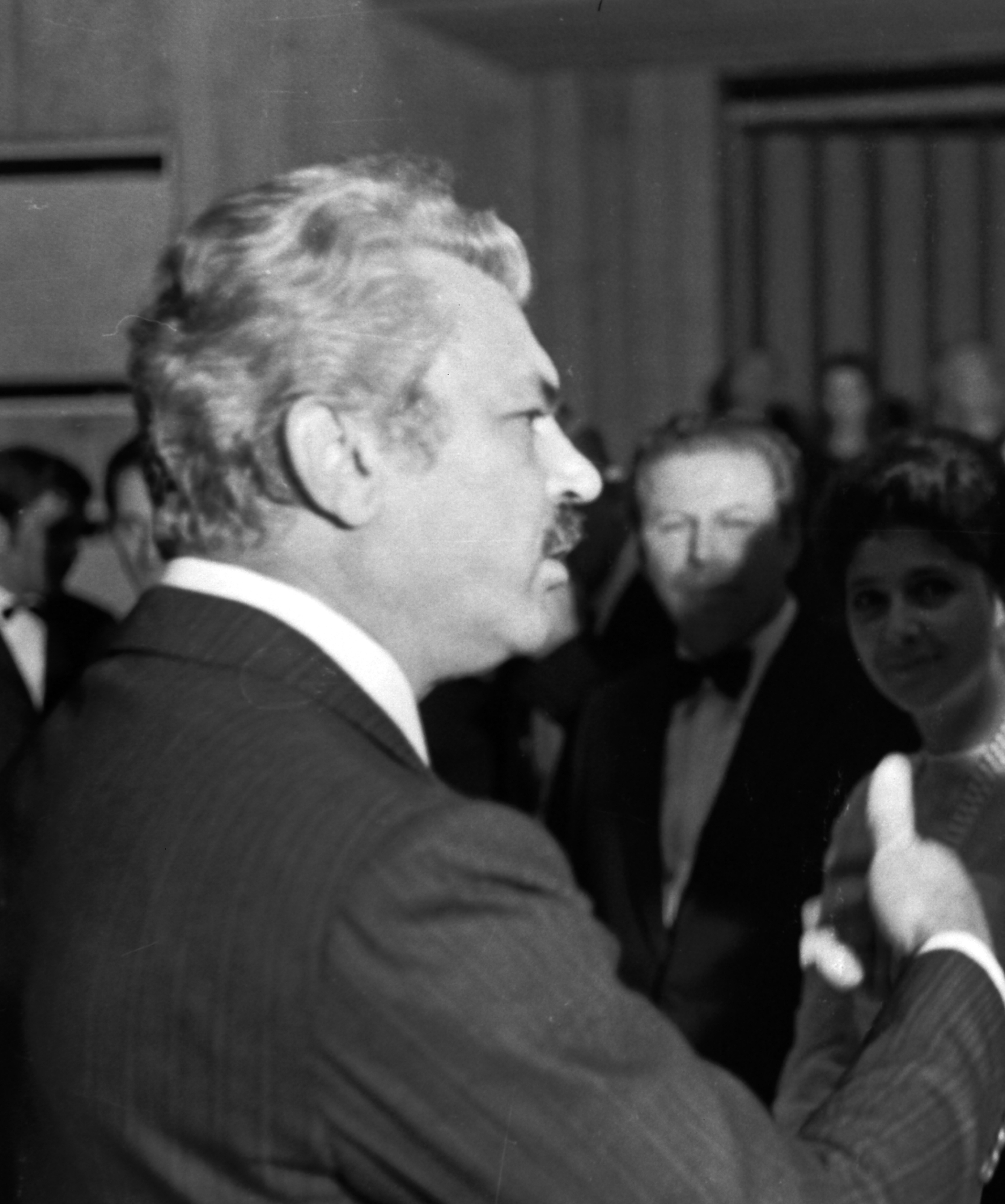
Bondartschuk im November 1969 in Sarajevo, anlässlich der Premiere des Films Die Schlacht an der Neretva

Sergei Fjodorowitsch Bondartschuk (russisch Сергей Фёдорович Бондарчук, wiss. Transliteration Sergej Fëdorovič Bondarčuk, ukrainisch Сергій Федорович Бондарчук, wiss. Transliteration Serhij Fedorovyč Bondarčuk, Serhij Fedorowytsch Bondartschuk; * 25. September 1920 in Belosjorka, Gouvernement Cherson, heute Biloserka, Oblast Cherson; † 20. Oktober 1994 in Moskau) war ein sowjetischer und russischer Filmregisseur, Drehbuchautor und Schauspieler. Sein Spielfilm Krieg und Frieden (1966) wurde mit dem Oscar und Golden Globe Award als bester fremdsprachiger Film ausgezeichnet. 
Er war der Vater von Fjodor Bondartschuk.

## Leben

Grabmal Bondartschuks auf dem Moskauer Nowodewitschi-Friedhof

Sergei Bondartschuk schloss 1948 sein Schauspielstudium ab; er studierte an der Schauspielschule in Rostow am Don und der Moskauer Filmhochschule bei Sergei Gerassimow und Tamara Makarowa. Im selben Jahr hatte er in Gerassimows Die junge Garde sein Filmdebüt. 1952 erhielt er den Preis für den besten Darsteller auf dem Filmfestival in Karlovy Vary für seine Hauptrolle in Igor Sawtschenkos Gesprengte Fesseln (russisch Тарас Шевченко), über das Leben des ukrainischen Lyrikers Taras Schewtschenko. Seine Darstellung des Othello in Sergei Jutkewitschs Verfilmung aus dem Jahr 1956 ist eine romantisch veranlagte Titelfigur, die sich von Sanftheit in Raserei hineinsteigert. Zu seinen ersten Arbeiten im Ausland zählt die Rolle des Rotarmisten Fjodor in Roberto Rossellinis Es war Nacht in Rom (1960).
Sein Regiedebüt hatte Bondartschuk 1959 mit dem heutigen Klassiker der russischen Filmgeschichte Ein Menschenschicksal nach der gleichnamigen Erzählung des späteren Literatur-Nobelpreisträgers Michail Scholochow. Auf dem Filmfestival in Moskau erhielt er hierfür den Großen Preis.
Seine zweite herausragende Regiearbeit ist die üppige Verfilmung Krieg und Frieden nach dem Roman von Lew Tolstoi, die ihm 1967 in Moskau erneut die Auszeichnung mit dem Großen Preis des Internationalen Filmfestivals einbrachte und 1969 mit dem Oscar für den besten fremdsprachigen Film geehrt wurde. Sowohl in Ein Menschenschicksal als auch in Krieg und Frieden ist Bondartschuk auch als Darsteller zu sehen.
In Italien drehte er 1970 die international besetzte, italienisch-sowjetische Gemeinschaftsproduktion Waterloo. In der DDR-Fernsehproduktion Ernst Schneller trat er 1977 als General Sotow auf und wurde mit dem Ernst-Schneller-Preis der DDR ausgezeichnet. Sein zweiteiliges Epos Rote Glocken (1981–1983) über die Revolutionen in Mexiko (1. Teil: Mexiko in Flammen) und Russland (2. Teil: Ich sah die Geburt einer neuen Welt) nach den biografisch gefärbten Schriften von John Reed ist von dynamischen Massenszenen geprägt. Mexiko in Flammen erhielt 1982 den Großen Preis des Internationalen Filmfestivals Karlovy Vary.
Bondartschuk gehörte zu den bedeutendsten sowjetischen Filmschaffenden. Im Alter von 32 Jahren wurde er, als jüngster Schauspieler überhaupt, als Volkskünstler der UdSSR ausgezeichnet. Ab 1971 lehrte er selbst an der Moskauer Filmhochschule und war später Sekretär des Verbandes der Filmschaffenden der UdSSR. 1981 veröffentlichte er ein Buch mit dem Titel Erwünschte Wunder. Seine Töchter Natalja, Jelena und Aljona (1962–2009) sowie sein Enkel Konstantin Krjukow sind bzw. waren ebenfalls Schauspieler, sein Sohn Fjodor Bondartschuk (* 1967) ist Filmregisseur.

## Filmografie (Auswahl)

### Regisseur
- 1959: Ein Menschenschicksal (Судьба человека)
- 1966–1967: Krieg und Frieden (Война и мир)
- 1970: Waterloo (Ватерлоо)
- 1975: Sie kämpften für die Heimat (Они сражались за родину)
- 1977: Die Steppe (Степь)
- 1982: 10 Tage, die die Welt erschütterten I (Mexiko in Flammen) (Красные колокола. 1. Мексика в огне)
- 1983: 10 Tage, die die Welt erschütterten II (Ich sah die Geburt einer neuen Welt) (Красные колокола. 2. Я видел рождение нового мира)
- 1986: Boris Godunow (Борис Годунов)
- 1992:  Der stille Don (Тихий Дон), eine siebenteilige Fernsehproduktion (RUS/GB/I)

### Schauspieler
- 1948: Die junge Garde (Молодая гвардия)
- 1948: Der wahre Mensch (Повесть о настоящем человеке)
- 1948: Die Welt soll blühen (Мичурин)
- 1952: Gesprengte Fesseln (Тарас Шевченко)
- 1953: Schiffe stürmen Bastionen (Корабли штурмуют бастионы)
- 1955: Die Grille (Попрыгунья)
- 1955: Othello – Der Mohr von Venedig (Отелло)
- 1959: Ein Menschenschicksal (Судьба человека)
- 1960: Serjoscha (Серёжа)
- 1960: Es war Nacht in Rom (Era notte a Roma)
- 1966–1967: Krieg und Frieden (Война и мир)
- 1969: Die Schlacht an der Neretva (Битва на Неретве)
- 1970: Onkel Wanja (Дядя Ваня)
- 1974: Wahl des Ziels (Выбор цели)
- 1975: Sie kämpften für die Heimat (Они сражались за родину)
- 1976: Sturmtrupp in die Hölle (Vrhovi zelengore)
- 1977: Ernst Schneller

## Auszeichnungen und Ehrungen
- Stalinpreis (1952) für Hauptrolle im Film Gesprengte Fesseln
- Internationales Filmfestival Karlovy Vary (1952)
- Internationales Filmfestival Moskau (1959)
- Leninpreis (1960) für Film Ein Menschenschicksal
- Leninorden (1967, 1980)
- Ehrenlegion (1967)
- Orden des Roten Banners der Arbeit (1970)
- Orden der Oktoberrevolution (1974)
- Held der sozialistischen Arbeit (1980)
- Taras-Schewtschenko-Preis (1982)
- Staatspreis der UdSSR (1984)
- Orden des Vaterländischen Krieges II. Klasse (1985)
- Orden der Völkerfreundschaft (1986)

Quelle:
Darüber hinaus gewann Bondartschuks Regiearbeit Krieg und Frieden 1968 als sowjetischer Beitrag den Oscar in der Kategorie Bester fremdsprachiger Film sowie 1969 den Golden Globe Award in derselben Kategorie.